# Groupe II du Championnat d'Europe masculin de handball 2016
Cet article détaille les matchs du Groupe II du tour principal du Championnat d'Europe 2016 de handball organisé en Pologne du 15 janvier au 31 janvier 2016. 
Les deux premières équipes, à savoir l'Espagne et l'Allemagne se sont qualifiées pour les demi-finales.

## Classement final
|   | Équipe    | Pts | J | G | N | P | Bp  | Bc  | Diff | Dép |
| - | --------- | --- | - | - | - | - | --- | --- | ---- | --- |
| 1 | Espagne   | 8   | 5 | 4 | 0 | 1 | 135 | 130 | 5    | +3  |
| 2 | Allemagne | 8   | 5 | 4 | 0 | 1 | 140 | 129 | 11   | -3  |
| 3 | Danemark  | 7   | 5 | 3 | 1 | 1 | 139 | 123 | 16   | 0   |
| 4 | Suède     | 4   | 5 | 1 | 2 | 2 | 126 | 121 | 5    | 0   |
| 5 | Russie    | 3   | 5 | 1 | 1 | 3 | 132 | 140 | -8   | 0   |
| 6 | Hongrie   | 0   | 5 | 0 | 0 | 5 | 110 | 139 | -29  | 0   |

| 22 janvier 2016 18h15 | Allemagne | 29 | 19 | Hongrie  |
| 22 janvier 2016 20h30 | Suède     | 28 | 28 | Russie   |
| 24 janvier 2016 18h15 | Allemagne | 30 | 29 | Russie   |
| 24 janvier 2016 20h30 | Espagne   | 23 | 27 | Danemark |
| 26 janvier 2016 18h15 | Espagne   | 31 | 29 | Hongrie  |
| 26 janvier 2016 20h30 | Suède     | 28 | 28 | Danemark |
| 27 janvier 2016 16h00 | Suède     | 22 | 14 | Hongrie  |
| 27 janvier 2016 18h15 | Allemagne | 25 | 23 | Danemark |
| 27 janvier 2016 20h30 | Espagne   | 25 | 23 | Russie   |

## Détail des matchs
| 22 janvier 2016 18h15 | Allemagne | 29-19   | Hongrie         | Halle du Centenaire, Wrocław Affluence : 6 500 Arbitrage : Gubica, Milošević |
| 22 janvier 2016 18h15 | Wiede 6   | (17-9)  | trois joueurs 3 | Halle du Centenaire, Wrocław Affluence : 6 500 Arbitrage : Gubica, Milošević |
| 22 janvier 2016 18h15 | ×4 ×2     | Rapport | ×3              | Halle du Centenaire, Wrocław Affluence : 6 500 Arbitrage : Gubica, Milošević |

| 22 janvier 2016 20h30 | Suède       | 28-28   | Russie    | Halle du Centenaire, Wrocław Affluence : 6 350 Arbitrage : Pichon, Reveret |
| 22 janvier 2016 20h30 | Jakobsson 9 | (15-15) | Dibirov 7 | Halle du Centenaire, Wrocław Affluence : 6 350 Arbitrage : Pichon, Reveret |
| 22 janvier 2016 20h30 | ×4 ×5       | Rapport | ×3 ×4     | Halle du Centenaire, Wrocław Affluence : 6 350 Arbitrage : Pichon, Reveret |

| 24 janvier 2016 18h15 | Allemagne   | 30-29   | Russie    | Halle du Centenaire, Wrocław Affluence : 6 593 Arbitrage : Santos, Fonseca |
| 24 janvier 2016 18h15 | Dissinger 7 | (17-16) | Dibirov 7 | Halle du Centenaire, Wrocław Affluence : 6 593 Arbitrage : Santos, Fonseca |
| 24 janvier 2016 18h15 | ×3 ×5       | Rapport | ×3 ×1     | Halle du Centenaire, Wrocław Affluence : 6 593 Arbitrage : Santos, Fonseca |

| 24 janvier 2016 20h30 | Espagne              | 23-27   | Danemark   | Halle du Centenaire, Wrocław Affluence : 6 593 Arbitrage : Nikolov, Nachevski |
| 24 janvier 2016 20h30 | Entrerríos, Rivera 4 | (14-11) | Damgaard 6 | Halle du Centenaire, Wrocław Affluence : 6 593 Arbitrage : Nikolov, Nachevski |
| 24 janvier 2016 20h30 | ×3 ×1                | Rapport | ×3 ×1      | Halle du Centenaire, Wrocław Affluence : 6 593 Arbitrage : Nikolov, Nachevski |

| 26 janvier 2016 18h15 | Espagne  | 31-29   | Hongrie   | Halle du Centenaire, Wrocław Affluence : 6 500 Arbitrage : Gousko, Repkin |
| 26 janvier 2016 18h15 | Rivera 5 | (15-15) | L. Nagy 9 | Halle du Centenaire, Wrocław Affluence : 6 500 Arbitrage : Gousko, Repkin |
| 26 janvier 2016 18h15 | ×3 ×5    | Rapport | ×3 ×5     | Halle du Centenaire, Wrocław Affluence : 6 500 Arbitrage : Gousko, Repkin |

| 26 janvier 2016 20h30 | Suède           | 28-28   | Danemark   | Halle du Centenaire, Wrocław Affluence : 6 593 Arbitrage : Stoļarovs, Līcis |
| 26 janvier 2016 20h30 | trois joueurs 5 | (13-15) | Damgaard 7 | Halle du Centenaire, Wrocław Affluence : 6 593 Arbitrage : Stoļarovs, Līcis |
| 26 janvier 2016 20h30 | ×3              | Rapport | ×3 ×4 ×1   | Halle du Centenaire, Wrocław Affluence : 6 593 Arbitrage : Stoļarovs, Līcis |

| 27 janvier 2016 16h00 | Suède              | 22-14   | Hongrie | Halle du Centenaire, Wrocław Affluence : 5 900 Arbitrage : Stark, Ştefan |
| 27 janvier 2016 16h00 | Nilsson, Östlund 5 | (10-7)  | Bodó 5  | Halle du Centenaire, Wrocław Affluence : 5 900 Arbitrage : Stark, Ştefan |
| 27 janvier 2016 16h00 | ×3 ×5              | Rapport | ×3 ×1   | Halle du Centenaire, Wrocław Affluence : 5 900 Arbitrage : Stark, Ştefan |

| 27 janvier 2016 18h15 | Allemagne | 25-23   | Danemark | Halle du Centenaire, Wrocław Affluence : 6 593 Arbitrage : Horáček, Novotný |
| 27 janvier 2016 18h15 | Fäth 6    | (12-13) | Hansen 7 | Halle du Centenaire, Wrocław Affluence : 6 593 Arbitrage : Horáček, Novotný |
| 27 janvier 2016 18h15 | ×2 ×4     | Rapport | ×3 ×4    | Halle du Centenaire, Wrocław Affluence : 6 593 Arbitrage : Horáček, Novotný |

| 27 janvier 2016 20h30 | Espagne   | 25-23   | Russie    | Halle du Centenaire, Wrocław Affluence : 5 000 Arbitrage : Gubica, Milošević |
| 27 janvier 2016 20h30 | Rivera 11 | (11-12) | Dibirov 5 | Halle du Centenaire, Wrocław Affluence : 5 000 Arbitrage : Gubica, Milošević |
| 27 janvier 2016 20h30 | ×3 ×2     | Rapport | ×3        | Halle du Centenaire, Wrocław Affluence : 5 000 Arbitrage : Gubica, Milošević |